# Wyższa Szkoła Ekonomiczna w Pradze
Wyższa Szkoła Ekonomiczna w Pradze (cz. Vysoká škola ekonomická v Praze – VŠE) – czeska uczelnia publiczna w Pradze. Została założona w 1953 roku.
W 2014 r. funkcję rektora objęła Hana Machková.